# Anthophora lieftincki
Anthophora lieftincki är en biart som först beskrevs av Borek Tkalcu 1993.  Anthophora lieftincki ingår i släktet pälsbin, och familjen långtungebin. Inga underarter finns listade i Catalogue of Life.